# Ephemerum longifolium
Ephemerum longifolium är en bladmossart som beskrevs av W. P. Schimper in Ruthe 1867. Ephemerum longifolium ingår i släktet dagmossor, och familjen Ephemeraceae. Inga underarter finns listade i Catalogue of Life.